# Chrysopilus xanthopus
Chrysopilus xanthopus är en tvåvingeart som beskrevs av Hardy 1949. Chrysopilus xanthopus ingår i släktet Chrysopilus och familjen snäppflugor. Inga underarter finns listade i Catalogue of Life.